# (1969) Alain
(1969) Alain (1935 CG) – planetoida z pasa głównego asteroid okrążająca Słońce w ciągu 5,44 lat w średniej odległości 3,09 j.a. Odkryta 3 lutego 1935 roku.